# Tyringe SoSS
Le Tyringe SoSS est un club de hockey sur glace de Tyringe, commune de Hässleholm en Suède. Il évolue en Division 1, le troisième échelon suédois.

## Historique
Le club est créé en 1936.

## Palmarès
- Aucun titre.